# Christian von Richthofen

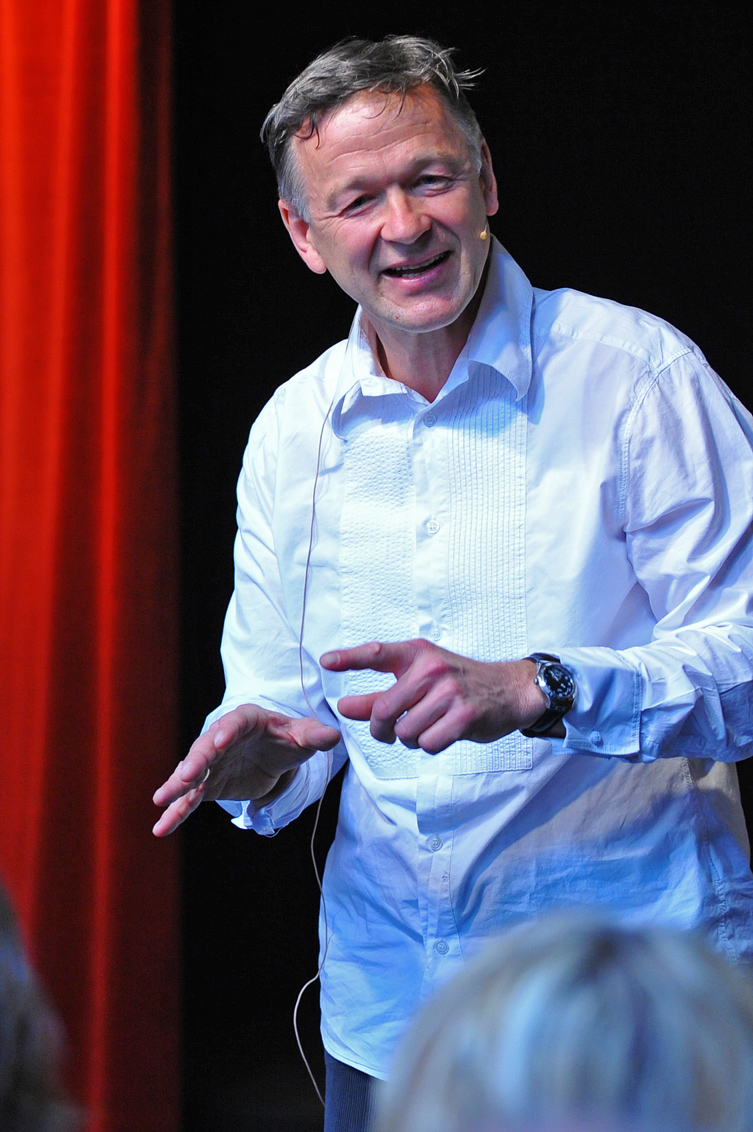
Christian von Richthofen

Christian von Richthofen (* 23. Dezember 1955 in Steinbach im Hochtaunuskreis) ist ein deutscher Schauspieler und Musiker. Bekannt ist er unter anderem durch die Rhythm’n’Crash-Show Auto Auto!, die er anfangs zusammen mit dem Musiker Stefan Gwildis international aufführte.

## Leben
Von Richthofen absolvierte eine Ausbildung als Musiker an der Musikhochschule Hamburg und arbeitete seitdem mit einer Vielzahl von Bands und Musikern zusammen, etwa mit Marianne Rosenberg. Mit den Einstürzenden Neubauten beteiligte sich Richthofen musikalisch in Peter Zadeks Revue Andi.
1998 nahm er unter dem Pseudonym Fokker an der deutschen Vorentscheidung zum Eurovision Song Contest in Bremen teil und belegte mit dem Titel Gel-Song (Kleine Melodie) den vierten Platz; die Musik wurde von Annette Humpe produziert. 2019 stellte er ein Album mit Sinatrasongs vor, die er gemeinsam mit der Bigband von Hendrik Schwolow einspielte.
Darüber hinaus kann Christian von Richthofen auf eine über 20-jährige Tätigkeit als Schauspieler zurückblicken. So spielte er zum Beispiel am Jugendtheater in Kiel, am Burgtheater in Wien und unter Peter Zadek im Deutschen Schauspielhaus. Seit 1992 ist er freier Künstler und neben Auto Auto! unter anderem in seinem Solo-Programm Papierorchester in Kooperation mit dem Hamburger Scharlatan Theater zu sehen.

## Familie
Christian von Richthofen stammt aus dem Adelsgeschlecht der Richthofen. Er wurde als drittes von vier Kindern in Steinbach im Taunus geboren und stammt aus der ersten Ehe des Industriekaufmanns und Diplom-Pädagogens Volkmar von Richthofen (* 1925 auf Schloss Klein-Rosen, heute Rogoźnica in Polen) mit der Heilpraktikerin Hildgund, geb. Kinzel.

## Filmografie (Auswahl)
- 1992: Deutschfieber
- 1994: Diese Drombuschs (5 Folgen)
- 2002: Die Kinder vom Alstertal (2 Folgen)
- 2005: Das Duo – Blutiges Geld
- 2012: Das Supertalent
- 2020: Rote Rosen